# Hrvatski parlamentarni izbori 1990.
Parlamentarni izbori 1990. godine bili su izbori za zastupnike u Saboru Socijalističke Republike Hrvatske koja je tada bila još uvijek u sastavu Socijalističke Federativne Republike Jugoslavije. Ono po čemu su ovi izbori značajni ogleda se u činjenici da su to bili prvi višestranački izbori u Hrvatskoj. Održavanjem ovih izbora te konstituiranjem tako izabranog višestranačkog Sabora Republike Hrvatske, započinje novija hrvatska povijest, odnosno proces osamostaljivanja Hrvatske.
Prvi izborni krug održan je 22. travnja, a drugi 6. svibnja 1990. godine. Na izborima je uvjerljivo pobijedio HDZ na čelu s Franjom Tuđmanom.

## Vrijeme prije izbora
Prvim višestranačkim izborima prethodili su sljedeći važni događaji;
- 5. veljače 1990. godine, tada je Republički sekretarijat za upravu i pravosuđe SR Hrvatske, izdao predstavnicima osam stranaka rješenja o registraciji čime je formalno obznanjen politički pluralizam u Hrvatskoj. Rješenja su uručena predstavnicima;[2]
  - Hrvatske demokratske stranke,
  - Hrvatske demokratske zajednice,
  - Hrvatske kršćanske demokratske stranke,
  - Hrvatskog socijalno-liberalnog saveza,
  - Radikalnog udruženja za Sjedinjene Europske Države,
  - Socijaldemokratska stranka Hrvatske,
  - Savezu komunista Hrvatske i
  - Socijalističkom savezu radnog naroda Hrvatske

Dvije posljednje političke organizacije bile su praktički na vlasti, ali su se formalno nanovo registrirale po novim pravilima. Do 9. travnja u Republičkom sekretarijatu za upravu i pravosuđe registrirane su 33 stranke, dok će na izbore izaći i druge društveno-političke organizacije.
- 15. veljače 1990. godine, Sabor SR Hrvatske usvaja ustavne amandmane, kojim su legalizirani višestranački izbori i Zakon o izboru i opozivu odbornika i zastupnika, čime su ispunjene sve zakonske pretpostavke za održavanje izbora u Hrvatskoj (prvi krug glasanja 22. i 23. travnja, a drugi 6. i 7. svibnja 1990).

## Izbori
Izbori su bili raspisani za tri vijeća od kojih je bio ustrojen Sabor SR Hrvatske (Društveno-političko vijeće, Vijeće općina, Vijeće udruženog rada), a održani su u dva kruga. Prvi krug izbora za zastupnike u Društveno-političkom vijeću te Vijeću općina održan je u nedjelju, 22. travnja 1990. godine, a za Vijeće udruženog rada sljedećeg dana, 23. travnja 1990. Drugi krug izbora održao se 6. i 7. svibnja.
Naime, prvi višestranački izbori provedeni su po većinskom sustavu. To znači da je zemlja bila podijeljena na izborne jedinice u kojima se birao jedan zastupnik. U Društveno-političko vijeće biralo se 80, u Vijeće udruženog rada 156, a u Vijeće općina 115 zastupnika; ukupno se biralo 351 zastupnik u Saboru SR Hrvatske. Za zastupnika izabran je kandidat za kojeg je glasala natpolovična većina birača koji su pristupili izborima, uz uvjet da broj glasova koje je dobio nije manji od jedne trećine broja ukupno upisanih birača u izbornoj jedinici. Ako ni jedan kandidat nije dobio potreban broj glasova, izbori se ponavljaju za 14 dana (drugi krug, što je i bio slučaj). Na ponovljenim izborima (odnosno u drugom krugu) mogli su sudjelovati oni kandidati koji su u prvom krugu izbora (prvom glasanju) dobili najmanje 7% glasova birača koji su pristupili izborima. U drugom krugu izbora za zastupnika je izabran kandidat koji je dobio najveći broj glasova birača koji su glasali.
| ██ HDZ (205) ██ SKH-SDP (107) ██ KNS (21) ██ SDS (5) | ██ Nezavisni zastupnici i zastupnici nacionalnih manjina (13) |

U izborima su sudjelovale stranke pojedinačno i u koalicijama.
Među većim strankama samostalno su izišli Hrvatska demokratska zajednica (HDZ), Hrvatska seljačka stranka (HSS), Savez komunista Hrvatske - stranka demokratskih promjena (SKH-SDP) i Socijalistička stranka Hrvatske (SSH).
U Koaliciji narodnog sporazuma bili su Hrvatska socijalno-liberalna stranka (HSLS) Dražena Budiše, SDSH (Antun Vujić), HKDS (Ivan Cesar), Hrvatska demokratska stranka (HDS) (Marko Veselica i Vladimir Veselica) i nestranačke osobe Savka Dabčević-Kučar, Miko Tripalo i drugi.
U utrci za 351 zastupničko mjesto sudjelovalo je 1705 kandidata, 33 političke stranke i 16 raznih udruženja.
S 42 posto dobivenih glasova HDZ je osvojio 205 (58 posto) zastupničkih mjesta. Drugi najbolji rezultat polučio je SKH-SDP s 26 % osvojenih glasova i 107 mandata (30 posto). Slijedila je koalicija narodnog sporazuma KNS s 15 posto glasova i 21 mandatom (5.9 posto). Posljednja stranka koja je prošla izborni prag bila je Srpska demokratska stranka (SDS) koja s 1,6 posto glasova osvaja 5 (1.4 posto mandata). Ostatak mandata je išao nezavisnim kandidatima i nacionalnim manjinama.
Na temelju izbornih rezultata 30. svibnja iste godine konstituiran je prvi višestranački Sabor - dan koji se do 2001. godine slavio kao Dan državnosti. Taj je Sabor donio mnoge povijesno važne odluke, između ostalog i hrvatski Ustav 22. prosinca 1990. te Ustavnu odluku o samostalnosti i nezavisnosti 25. lipnja 1991. te Odluku o prekidu državnopravnih sveza s bivšom SFRJ 8. listopada 1991., kojom je Hrvatska i de facto postala samostalna i neovisna država

### Ozračje
Prema akademiku Dušanu Bilandžiću, reformska struja u hrvatskom Savezu komunista razvijala se još od 1985., jer je bila svjesna o nastupanju novih vremena i da u tome SK mora odigrati ključnu ulogu u odluci za ići na slobodne izbore.
Nakon perestrojke u SSSR-u siječnja 1989., neuspjeha Ceausescuovih snaga i uspjeha Revolucije u Rumunjskoj, krajem 1989. su se i primjene u Jugoslaviji i Hrvatrskoj ubrzale.
Dne 27. srpnja 1989. predsjednik Sabora SRH Anđelko Runjić primio je rukovodstvo hrvatske političke oporbe.  Predsjedniku sabora predan je tekst "Zahtjevi naroda" kojeg je potpisalo 100.000 građana SR Hrvatske te je obavješten je da je poslano "otvoreno pismo" Ujedinjenim narodima zbog započete hajke na neistomišljenike.
Listopada 1989. HSLS je organizirao peticiju da se vrati Jelačićev spomenik na staro mjesto (današnji Jelačićev trg). Potpisalo ju je 70.000 osoba. 9. studenoga pao je Berlinski zid. Uslijedila je Revolucija svijeća od 10. prosinca, kad je 12 političkih stranaka i oporbenih skupina tražilo neka se raspišu slobodni izbori. Tad su reformisti u SKH 10. prosinca pučem smijenili dogmate.
Tog 10. prosinca bombastična je stvar došla na dnevni red Predsjedništva CK SKH: prijedlog o raspisivanju slobodnih parlamentarnih izbora. Snage su bile podijeljene: četvorica su bili "za", a četvorica "protiv". Naposljetku je pobijedila korčulanska struja: Celestin Sardelić, Mladen Žuvela, Stjepko Gugić te Drago Dimitrović (korčulanski zet). Ta je struja na svoju stranu pridobila predsjednika hrvatskog Srbina Stanka Stojčevića i odluka je prošla.
Runjić je bio političar koji je potpisao zakon kojim je u Hrvatskoj uvedeno višestranačje.[ima li broj Narodnih novina]
Izbori su održani u okružju neizvjesnosti i pritiska. Hrvatske se je političke iseljenike ubijalo po inozemstvu još 1989. godine, milicija je oduzimala hrvatske zastave sa "šahiranim grbom" svima koji su išli na predizborne skupove prije prvog izbornog kruga, a sve uz znanje vladajuće SKH-SDP koja je do zadnjeg trena čekala što će biti. Ipak treba naglasiti da su se u SKH-u previrale dogmatske i reformističke struje.
Runjić je predao je zakonodavnu vlast HDZ-u 30. svibnja 1990. godine nakon što je HDZ pobijedio na ovim izborima.
Za zasluge za miran prijelaz iz jednostranačja u parlamentarnu demokraciju te civiliziranu primopredaju vlasti u Hrvatskoj, Redom hrvatskog pletera odlikovani su pripadnici reformske struje unutar SKH, Drago Dimitrović (na prijedlog zagrebačkog gradonačelnika Milana Bandića), Branko Caratan, Dušan Bilandžić, Anđelko Runjić, Celestin Sardelić (na prijedlog zagrebačkog gradonačelnika Milana Bandića; postumno), Ivo Latin i Antun Milović. Prema Državnom povjerenstvu za dodjelu odlikovanja i priznanja RH, odlikovanja su dobili oni koji su u to vrijeme bili u vrhu politike koja je omogućila mirno preuzimanje vlasti. Drago Dimitrović, bivši tajnik CK SKH stava je da je u ondašnjem stranačkom vrhu bilo više zaslužnih ljudi te da je preusko reducirati stvar na manju skupinu; za primjere ljudi koji su definitivno bili jedni od promicatelja reformskih ideja naveo je člana CK SKH Mladena Žuvelu te prof. dr. Ratka Žanetića, a od mlađih koji su utjecali naveo je Slobodana Beroša. Akademik Dušan Bilandžić smatra da je ovo odlikovanje posmrtno trebao dobiti i Ivica Račan.

## Rezultati
| Stranka                                                                                        | Prvi krug | Prvi krug | Prvi krug | Prvi krug | Prvi krug | Prvi krug | Prvi krug |         | Drugi krug | Drugi krug | Drugi krug | Drugi krug | Drugi krug | Drugi krug | Drugi krug |         | Ukupni rezultati | Ukupni rezultati | Ukupni rezultati | Ukupni rezultati |
| Stranka                                                                                        | Glasovi   | Glasovi   | Glasovi   | Mandati   | Mandati   | Mandati   | Mandati   | Glasovi | Glasovi    | Glasovi    | Mandati    | Mandati    | Mandati    | Mandati    | Mandati    | Mandati | Mandati          | Mandati          |                  |                  |
| Stranka                                                                                        | DP        | Op.       | UR        | DP        | Op.       | UR        | Ukupno    | DP      | Op.        | UR         | DP         | Op.        | UR         | Ukupno     | DP         | Op.     | UR               | Ukupno           |                  |                  |
| ---------------------------------------------------------------------------------------------- | --------- | --------- | --------- | --------- | --------- | --------- | --------- | ------- | ---------- | ---------- | ---------- | ---------- | ---------- | ---------- | ---------- | ------- | ---------------- | ---------------- | ---------------- | ---------------- |
| HDZ                                                                                            | 41.76%    | 43.91%    | 32.69%    | 41        | 25        | 41        | 107       |         | 42.18%     | 41.50%     | 28.32%     | 27         | 29         | 42         | 98         |         | 68               | 54               | 83               | 205              |
| SKH-SDP                                                                                        | 23.59%    | 25.28%    | 25.06%    | 6         | 2         | 6         | 14        | 27.52%  | 33.28%     | 31.56%     | 17         | 10         | 32         | 59         | 23         | 12      | 38               | 73               |                  |                  |
| KNS                                                                                            | 10.99%    | 9.37%     | 10.39%    | -         | -         | 1         | 1         | 9.89%   | 8.19%      | 10.95%     | 2          | 3          | 5          | 10         | 2          | 3       | 6                | 11               |                  |                  |
| SS-SSH                                                                                         | 6.49%     | 5.78%     | 5.37%     | -         | -         | -         | -         | 3.42%   | 2.83%      | 5.15%      | 1          | 2          | 1          | 4          | 1          | 2       | 1                | 4                |                  |                  |
| SDS                                                                                            | 1.61%     | 0.90%     | 0.36%     | 1         | 1         | 1         | 3         | 2.07%   | 0.54%      | -          | 2          | -          | -          | 2          | 3          | 1       | 1                | 5                |                  |                  |
| HDS                                                                                            | 3.95      | 3.82%     | 3.91%     | 2         | -         | 1         | 3         | 4.22%   | 2.98%      | 4.88%      | 1          | -          | 6          | 7          | 3          | -       | 7                | 10               |                  |                  |
| SKH-SDP, SS-SSH                                                                                | 4.50%     | 2.87%     | 1.28%     | 3         | -         | -         | 3         | 6.43%   | 5.04%      | 2.30%      | 6          | 4          | 4          | 14         | 9          | 4       | 4                | 17               |                  |                  |
| SKH-SDP, SS-SSH, SSOH, SUBNOR                                                                  | 3.00%     | 4.69%     | 1.18%     | 2         | -         | -         | 2         | 3.47%   | 4.40%      | 3.59%      | 4          | 3          | 4          | 11         | 2          | -       | -                | 2                |                  |                  |
| SKH-SDP, SS-SSH, SSOH                                                                          | 3.00%     | 4.69%     | 1.18%     | 2         | -         | -         | 2         | 3.47%   | 4.40%      | 3.59%      | 4          | 3          | 4          | 11         | 1          | 1       | 1                | 3                |                  |                  |
| SKH-SDP, GAS                                                                                   | 3.00%     | 4.69%     | 1.18%     | 2         | -         | -         | 2         | 3.47%   | 4.40%      | 3.59%      | 4          | 3          | 4          | 11         | -          | 1       | -                | 1                |                  |                  |
| HDZ, HSS                                                                                       | 3.00%     | 4.69%     | 1.18%     | 2         | -         | -         | 2         | 3.47%   | 4.40%      | 3.59%      | 4          | 3          | 4          | 11         | 1          | 1       | -                | 2                |                  |                  |
| HDZ, HSLS                                                                                      | 3.00%     | 4.69%     | 1.18%     | 2         | -         | -         | 2         | 3.47%   | 4.40%      | 3.59%      | 4          | 3          | 4          | 11         | 2          | -       | -                | 2                |                  |                  |
| SSOH                                                                                           | 3.00%     | 4.69%     | 1.18%     | 2         | -         | -         | 2         | 3.47%   | 4.40%      | 3.59%      | 4          | 3          | 4          | 11         | -          | -       | 1                | 1                |                  |                  |
| HSS                                                                                            | 3.00%     | 4.69%     | 1.18%     | 2         | -         | -         | 2         | 3.47%   | 4.40%      | 3.59%      | 4          | 3          | 4          | 11         | -          | -       | 1                | 1                |                  |                  |
| AIE                                                                                            | 3.00%     | 4.69%     | 1.18%     | 2         | -         | -         | 2         | 3.47%   | 4.40%      | 3.59%      | 4          | 3          | 4          | 11         | -          | -       | 1                | 1                |                  |                  |
| Neovisni kandidati                                                                             | 4.11%     | 3.39%     | 19.75%    | -         | 1         | 3         | 4         | 0.79%   | 1.24%      | 13.26%     | -          | -          | 9          | 9          | -          | 1       | 12               | 13               |                  |                  |
| Vijeća sabora: DP – Društveno-političko vijeće, Op. – Vijeće općina, UR– Vijeće udruženog rada |           |           |           |           |           |           |           |         |            |            |            |            |            |            |            |         |                  |                  |                  |                  |
| Izvor:                                                                                         |           |           |           |           |           |           |           |         |            |            |            |            |            |            |            |         |                  |                  |                  |                  |